# 시민행동당
시민행동당(公民行动党, 스페인어: Partido Acción Ciudadana)은 코스타리카의 사회민주주의 정당이다.
1. ↑  “Participants announces”. 《progressive-alliance.info》. 2016년 8월 21일에 확인함.